# Палац Сєменських-Левицьких
Пала́ц Сєме́нських-Леви́цьких — пам'ятка архітектури місцевого значення (охоронний № 658-м), розташована у Львові на вулиці Пекарській, 19.

## Історія
Велика садиба була тут ще у XVIII столітті. Її можна побачити на плані Жана Дефі. Посол Галицького станового сейму граф Констянтин Сєменський, дідич містечка Магерова, замовив проект палацу в архітектора Фридерика Баумана, що походив із Пруссії. Палац на Пекарській було збудовано до 1849 року.
Син графа Костянтина, Станіслав Костка Костянтин Марія Фелікс (1864—1918), дослужився до звання таємного радника цісарського двору, був членом Палати панів австрійського Райхсрату, кавалером Мальтійського ордену. Він перебудував палац 1877 року за проєктом архітектора А. Вагнера у стилі французького бароко. Іван Левинський та Ян Томаш Кудельський у 1891—1894 роках на замовлення власника провели реконструкцію палацу і у такому вигляді він дійшов до наших днів.
1820 року Костянтин одружився із Софією Левицькою. І їх спадкоємець Станіслав Костка Костянтин Марія Фелікс (1864—1918) писався вже Сєменським-Левицьким. Відтоді на фасаді палацу зберігся вензель «S. L.». Він перебудував палац у 1877 році за проєктом архітектора А. Вагнера у стилі французького бароко. У 1891–1894 роках архітекторами Іваном Левинським та Яном Кудельським проведено реконструкції палацу, який зберіг донині свій зовнішній вигляд. Нащадки роду Сєменських-Левицьких мешкають нині у Канаді. 
У 1930-х роках сюди з Народного дому перенесли філію української Академічної гімназії. У повоєнні роки тут містилася середня школа № 36, пізніше тут розмістили спеціалізовану школу-інтернат № 102 для дітей з розумовими вадами, що функціонує тут й донині. У наш час на стіні офіцини встановлена меморіальна таблиця командирові сотні «Ударники — 4» Перемиського куреня УПА Володимирові Щигельському (Бурлаці), який навчався у цій гімназії.
Восени 2014 року батьки дітей, які навчаються у школі-інтернаті № 102, прийшли під стіни Обласної ради з протестом проти позиції письменника Романа Лубківського про переселення школи і створення літературного музею у приміщенні на Пекарській. Кореспондент газети «Експрес» назвав це ідеєю «створення начебто літературного музею» і спробою «потішити хворобливі амбіції кількох малозначущих літераторів».

## Легенда
Міська історія зберегла похмуру легенду, пов'язану з цим місцем. За кілька століть до нового палацу на цьому місці мешкали брати-розбійники. Вони без жалю грабували та вбивали одиноких беззахисних подорожніх. Злочини братів переповнили чашу Божого терпіння, і вони були покарані: під час бурі в будинок влучила блискавка, і він вигорів вщент разом зі своїми власниками-душогубами.

## Архітектура
Палац розташований на великій, оточеній муром ділянці. Вхід — через куту металеву браму. Перед головним фасадом — просторий майдан з клумбами. До муру примикають два бічні флігелі.
Цегляна тинькована будівля, двоповерхова, з мансардним дахом, у плані наближена до прямокутника. Головний південний фасад акцентований двома виступами бічних ризалітів та великим картушем на осі. Яруси членовані широкими тягами. Нижній ярус виділений рустуванням. Вікна прямокутної форми, в обрамленнях, на ризалітах — великі аркові вікна, фланковані пілястрами.
На схід від головної брами розміщений в'їзд до колишнього манежу, оздоблений головами коней, виготовленими з керамічної маси. Внутрішнє планування у період побудови — анфіладно-зального типу, після перепланування під навчальний заклад — коридорне.

## Галерея

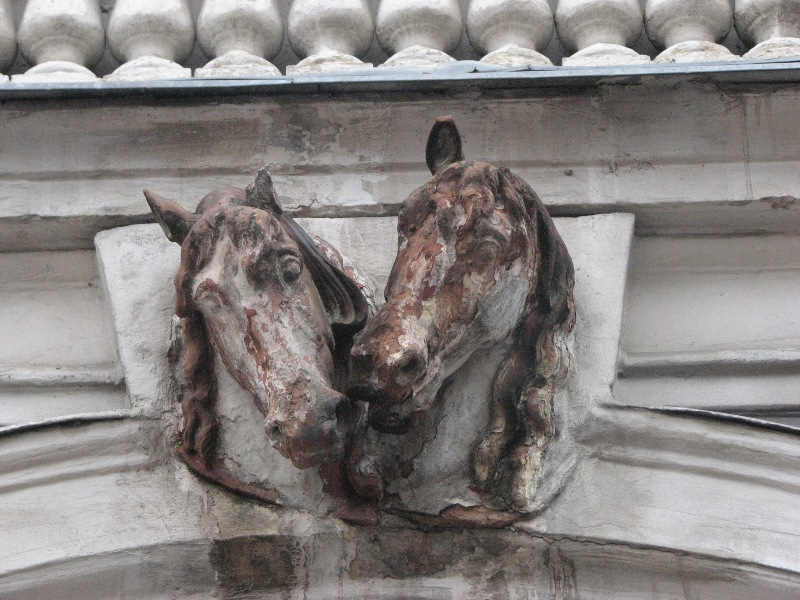
Голови коней над брамою до колишніх конюшень
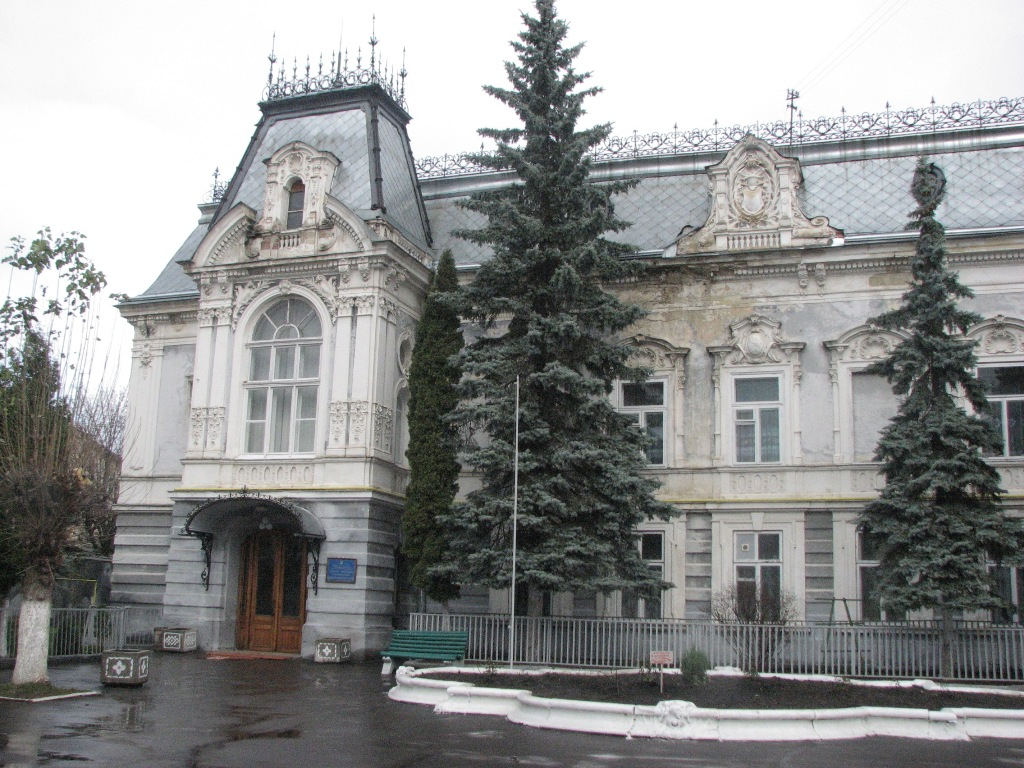
Вигляд палацу
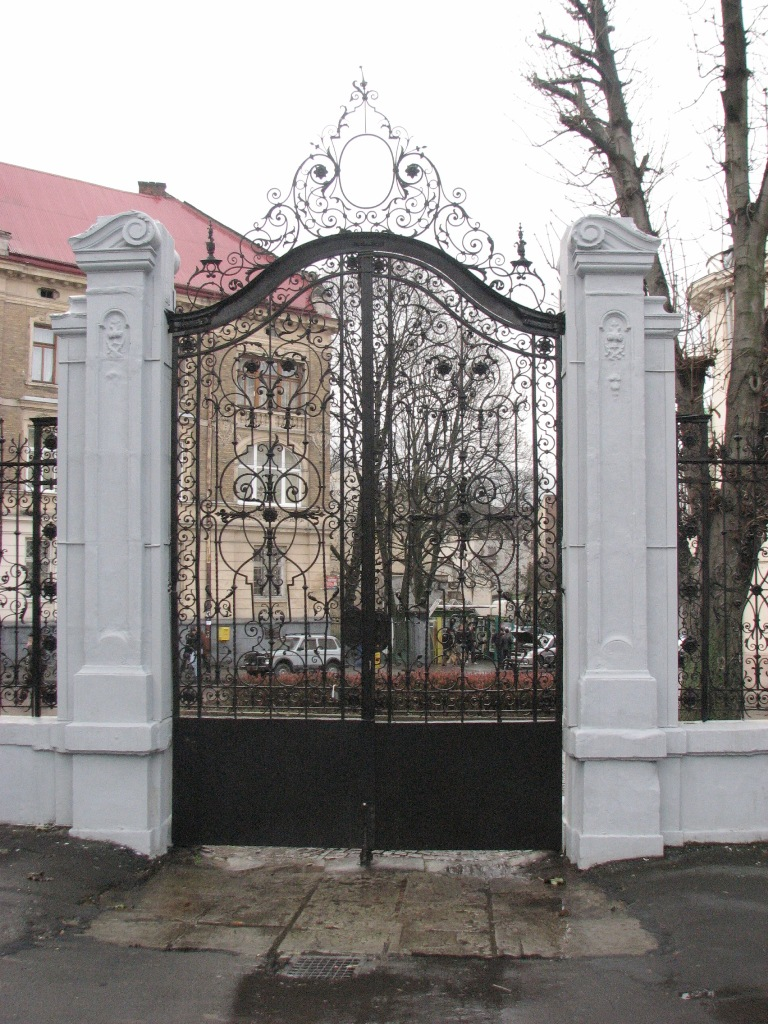
Брама з подвір'я